# Щербань Сергій Авксентійович
Сергій Авксентійович Щербань (16 липня 1922, село Привороття, нині Кам'янець-Подільського району Хмельницької області — вересень 2011) — заслужений працівник сільського господарства Української РСР (1977). Почесний громадянин Кам'янець-Подільського району.

## Біографія
Був головою колгоспу «Прогрес» села Привороття майже 40 років (від січня 1954 року до 1992 року). Заочно закінчив 1963 року Кам'янець-Подільський радгосп-технікум.
Нагороджено орденом Леніна, орденом «Знак Пошани», двома орденами Трудового Червоного Прапора.